# ماهیچه‌ها (ترانه)
«ماهیچه‌ها» (انگلیسی: Muscles) یک تک‌آهنگ موفق در سال ۱۹۸۲ است که توسط مایکل جکسون نوشته و تهیه شده و توسط خوانندۀ آمریکایی دایانا راس اجرا شده است.